# Dutch Top 40
Dutch Top 40 (neerlandeză Nederlandse Top 40) este un clasament muzical săptămânal creat de Joost den Draaijer și actualziat de Stichting Nederlandse Top 40.

## Artiștii cu cele mai multe apariții în top 40
- BZN (55)
- Madonna (55)
- Michael Jackson (50)
- The Rolling Stones (49)
- Golden Earring (47)
- Normaal (46)
- Queen (46)
- Vader Abraham (44)
- U2 (43)
- Bee Gees (43)

## Legături externe
- nl  Dutch Top 40 / Site oficial